# Биорки
Биорки — посёлок в Московской области России. Входит в городской округ Коломна. 
Находится в 10 километрах от города Коломны. Население — 2099 чел. (2021).
С 1994 до 2006 гг. — центр Биорковского сельского округа, с 2006 по 2017 гг. — административный центр сельского поселения Биорковское, с 2017 до 2020 гг. входил в Коломенский городской округ.

## География
Расположен на автодороге Р115. В 2,3 км к югу от посёлка находится ж/д станция 18-й километр Московской железной дороги на участке Коломна — Озёры. Ближайшие населённые пункты — деревни Романовка, Гололобово, Лесной, Дворики.

## История
В XVIII веке на месте будущего посёлка Биорки находился участок пахотной земли, выделенный внутри Казинской пустоши и приписанный к церкви Николая Чудотворца в селе Паново. Согласно материалам Генерального межевания, к 1767 году эта церковь была уже упразднена, а её «пустовая» земля в Казинской пустоши продана капитану
Невского пехотного полка Ивану Петровичу Кафтыреву. Площадь приобретённого Кафтыревым имения составляла 14 десятин 1861 квадратную сажень.
В конце XIX века имением владел некий Бьорк, обрусевший немец, от фамилии которого происходит название современного посёлка. На месте усадьбы Бьорка в настоящее время стоит здание Пановской средней общеобразовательной школы. До сих пор сохранился приусадебный парк, уникальный своим расположением и культурой посадки. Бьорк был похоронен неподалёку от своей усадьбы, на церковном кладбище села Гололобово.
В советский период бывшее имение Бьорка стало центральной усадьбой совхоза «Пановский», организованного в 1963 году. Был выстроен посёлок из деревянных бараков, к настоящему времени уступившим место многоэтажным домам и коттеджам . В 1973 году открылась школа. В 1979 году посёлок Биорки впервые упомянут во Всесоюзной переписи.

## Население
| 2002 | 2006  | 2010  | 2021  |
| ---- | ----- | ----- | ----- |
| 1469 | ↗1569 | ↘1524 | ↗2099 |

## Предприятия
- Почтовое отделение[13]

## Транспорт
Пассажирское автотранспортное сообщение со станцией Голутвин, городами Озёры и Коломна.